# Мамша
Мамша — річка в Україні, у Чернігівському районі Чернігівської області. Права притока Вздвижу (басейн Десни).

## Опис
Довжина річки приблизно 7 км.

## Розташування
Бере початок на південному заході від Количівки. Тече переважно на південний захід і на північному заході від Іванівки впадає у річку Вздвиж, ліву притоку Десни.